# José Daniel Espejo Balanza
José Daniel Espejo Balanza (Orihuela, 24 de noviembre de 1975) es un escritor, activista y periodista español. Fue galardonado en 2019 con el I Premio Internacional de poesía Juan Rejano-Puente Genil y con el  premio al Libro Murciano del Año con su obra Los lagos de Norteamérica.

## Trayectoria
Espejo es licenciado en Filología hispánica y graduado en Trabajo social por la Universidad de Murcia. Antes de publicar su primer libro de poemas, Los placeres de la meteorología, colaboró con diversos fanzines y publicaciones digitales y dirigió el fanzine poético O.H.Poetry (1999-2000) y las micropáginas digitales Dolores Lalovic y Roberto Bolaño en Geocities (2001-2002). 
Es uno de los poetas seleccionados por Martín Rodríguez Gaona en su estudio Mejorando lo presente. Poesía española última. Posmodernidad, humanismo y redes (Caballo de Troya, 2010). También ha aparecido en las antologías poéticas Resaca / Hank Over (Caballo de Troya, 2007), Fractal (El llano en llamas, 2010), Esto no rima (Origami, 2012), En legítima defensa (Bartleby, 2014) y Composición de lugar (La Fea Burguesía, 2016).
Ha sido miembro del tribunal del certamen literario Rendibú del periódico La Verdad en la sección de literatura. Ha intervenido en festivales de poesía como Voces del Extremo (Madrid, 2013) o Vociferio (Valencia, 2021).
Ha participado con poemas, artículos y traducciones en revistas: Zenda, Poder Popular, Litoral, Quimera, Borraska, Josefina la cantante, Hache, Manual de lecturas rápidas para la supervivencia, Rebelión.org, Manifiesto azul y El coloquio de los perros.
En sus intervenciones poéticas públicas, como la denominada nada hay puramente sin filtrar, explora -junto a la cantante e instrumentista Esther Eu y el cineasta Joaquín Regadera- los límites del género, entrelazándolo con lo audiovisual, la música en vivo y el spoken word.
Hasta 2022 dirigió el suplemento #LeerElPresente de la edición regional de ElDiario.es y desde 2020 publica cada sábado una sección propia "espejismos" en el periódico La Verdad.
Como gestor cultural, promovió la Librería Libros Traperos en Murcia, que nació como uno de los resultados de su Trabajo de Fin de Grado sobre la función de la economía circular en el sector de la Cultura, defendido en la titulación de Grado en Trabajo Social.

## Reconocimientos
Espejo quedó finalista ex-aequo en 2001 del primer Premio de Poesía ‘Dionisia García’ organizado por la Universidad de Murcia con su libro Quemando a los idiotas en las plazas. En 2006, se hizo con el XXI Premio Internacional de Poesía Antonio Oliver Belmás
En 2019, obtuvo con su libro Los lagos de Norteamérica, en el que aborda la realidad del cuidador, el I Premio Internacional de poesía Juan Rejano-Puente Genil. Del libro, el jurado destacó  «la sinceridad de una voz propia que registra la vida como literatura desde el desgarro y la belleza del realismo de lo cotidiano». Un año después el mismo título fue galardonado con el  premio al Libro Murciano del Año 2019.

## Obra
- 2000. Los placeres de la meteorología. Nausícäa.
- 2001. Quemando a los idiotas en las plazas. Editum.
- 2007. Música para ascensores. Tres Fronteras.
- 2011. El tiempo hace fú. Colectivo Iletrados (plaquette).
- 2014. Psycho Killer Qu´est Que C´est. Ad minimum (plaquette).
- 2014. Mal. Balduque.
- 2015. habla con medusas. Ediciones La Galla Ciencia.
- 2016. id. Ediciones del 4 de agosto.
- 2019. Los lagos de Norteamérica. Pre-textos.
- 2023. Perro fantasma. Candaya.